# Billbergia viridiflora
Billbergia viridiflora là một loài thực vật có hoa trong họ Bromeliaceae. Loài này được H.Wendl. mô tả khoa học đầu tiên năm 1854.